# Dariusz Kołodziejczyk
Dariusz Włodzimierz Kołodziejczyk (ur. 25 maja 1962 w Warszawie) – polski historyk, profesor nauk humanistycznych, nauczyciel akademicki Uniwersytetu Warszawskiego, profesor Instytutu Historii PAN. Dyrektor Instytutu Historycznego Uniwersytetu Warszawskiego w kadencji 2012–2016.

## Życiorys
Urodził się w rodzinie historyka Ryszarda Kołodziejczyka i Ireny Wiktorii ze Skulimowskich (1928–2020). W 1986 ukończył studia w Instytucie Historycznym Uniwersytetu Warszawskiego. W 1990 uzyskał stopień naukowy doktora nauk humanistycznych w zakresie historii na podstawie rozprawy pt. Ejalet kamieniecki 1672–1699. Studium z dziejów panowania tureckiego na Podolu, a w 2001 stopień doktora habilitowanego nauk humanistycznych w zakresie historii na podstawie pracy pt. Ottoman-Polish Diplomatic Relations. Jest uczniem Mariana Małowista, Antoniego Mączaka i Halila Inalcika.
Od 1988 jest zatrudniony w Instytucie Historycznym Uniwersytetu Warszawskiego jako kolejno: asystent stażysta, asystent, starszy asystent, adiunkt i od 2003 profesor UW, tytuł profesora uzyskał w 2013. Od 1996 pełni funkcję sekretarza naukowego Instytutu Historycznego UW, a od 2002 pełnomocnika dyrektora ds. kontaktów zagranicznych. W 2012 r. został dyrektorem (kadencja 2012–2016). Od 2010 jest zatrudniony także jako profesor w Instytucie Historii PAN.
W latach 1991–1992 pracował jako research associate w Harvard University Ukrainian Research Institute, a w latach 1994–1995 w Nahost-Institut na Uniwersytecie Ludwika i Maksymiliana w Monachium. Jesienią 2004 był visitng associate professor na University of Notre Dame.
W 2012 został wyróżniony Nagrodą Prezesa Rady Ministrów „za osiągnięcia naukowe lub artystyczne w tym za wybitny dorobek naukowy lub artystyczny” (przyznaną za rok 2011).
Specjalizuje się w historii dyplomacji, historii nowożytnej Polski i historii powszechnej z zakresu XVI–XVIII wieku oraz historii Turcji i stosunków polsko-tureckich.

## Publikacje
- Ksawery Pruszyński, Publicystyka, t. 1–2, wybór tekstów Gotfryd Pyka i Janusz Roszko komentarz D. Kołodziejczyk, Warszawa: Państwowy Instytut Wydawniczy 1990.
- Podole pod panowaniem tureckim. Ejalet Kamieniecki 1672–1699, Warszawa: „Polczek” 1994.
- Ottoman-Polish Diplomatic Relations (15th–18th century). An Annotated Edition of 'Ahdnames and Other Documents, Leiden: Brill 2000.
- Turcja, Warszawa: „Trio” 2000 (wyd. 2 2011).
- Jean-Paul Roux, Historia Turków, przeł. Krystyna Dąbrowska, posłowie Dariusz Kołodziejczyk, Gdańsk: „Marabut” 2003.
- Defter-i Mufassal-i Ejalet-i Kamanice: The Ottoman Survey Register of Podolia (ca. 1681), t. 1–2, Text, translation, and commentary Dariusz Kołodziejczyk, Cambridge, MA: distr. by Harvard University Press for the Harvard Ukrainian Research Institute 2004.
- Inner lake or frontier? The Ottoman Black Sea in the sixteenth and seventeenth centuries [w:] Enjeux politiques, économiques et militaires en Mer Noire (XIV–XXI siècles): études à la mémoire de Mihail Guboglu, sour la dir. de Faruk Bilici, Ionel Cândea, Anca Popescu, Braïla: Musée de Brăila – Éditions Istros 2007.
- Orzeł i półksiężyc. 600 lat polskiej publicystyki poświęconej Turcji, wspólnie z Adamem Balcerem i Natalią Królikowską, Ministerstwo Spraw Zagranicznych, Warszawa 2014[3]